# Plateros napolovi
Plateros napolovi is een keversoort uit de familie netschildkevers (Lycidae). De wetenschappelijke naam van de soort werd in 2005 gepubliceerd door Sergey Vasiljevich Kazantsev.